# Job Adams Cooper

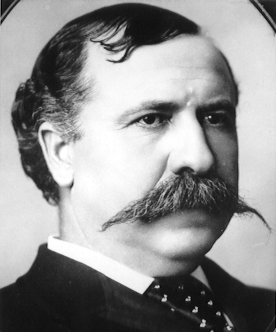
Job Cooper, 1891

Job Adams Cooper (* 6. November 1843 in Greenville, Illinois; † 20. Januar 1899) war ein US-amerikanischer Politiker (Republikanische Partei) und von 1889 bis 1891 der sechste Gouverneur des Bundesstaates Colorado.

## Frühe Jahre und politischer Aufstieg
Cooper besuchte das Knox College. Seine Ausbildung wurde aber durch den Bürgerkrieg unterbrochen. Während dieses Krieges diente er in einem Infanterieregiment aus Illinois. Nach seiner Militärzeit studierte er Jura, woraufhin er 1867 als Rechtsanwalt zugelassen wurde.
Coopers politischer Aufstieg begann noch in Illinois. Zwischen 1868 und 1872 war er bei der Verwaltung des Bond County angestellt. Im Jahr 1872 zog er nach Colorado, wo er in Denver als Rechtsanwalt arbeitete. Zwischen 1872 und 1888 erweiterte er seine Geschäfte und wurde auch im Versicherungs- und Bankwesen sowie im Bergbau und der Viehzucht tätig. Im Jahr 1888 wurde er zum neuen Gouverneur seines Staates gewählt, wobei er sich mit 54:43 Prozent der Stimmen gegen den Demokraten Thomas MacDonald Patterson durchsetzte.

## Gouverneur von Colorado
Cooper trat sein neues Amt am 8. Januar 1889 an. In seiner zweijährigen Amtszeit wurde in Denver ein Waisenhaus eingerichtet. In Colorado entstanden damals auch 13 neue Bezirke. Cooper verzichtete 1890 auf eine erneute Kandidatur und schied daher am 13. Januar 1891 aus seinem Amt aus.
Nach dem Ende seiner Amtszeit widmete sich Cooper wieder seinen geschäftlichen Angelegenheiten. Er wurde auch wieder als Anwalt tätig. Außerdem gründete er eine Baufirma, die das Cooper Building in Denver erbaute. Zwischen 1893 und 1897 war Cooper Präsident der örtlichen Handelskammer. Am 20. Januar 1899 verstarb Cooper im Alter von 55 Jahren. Er war mit Jane O. Barnes verheiratet, mit der er vier Kinder hatte.